# فرانسوا اولاند
فرانسوا ژرار ژرژ نیکلا اولاند (به فرانسوی: François Gérard Georges Nicolas Hollande) (زاده ۱۲ اوت ۱۹۵۴) سیاست‌مدار و رئیس‌جمهور سابق فرانسه است. او در روز شش مه ۲۰۱۲ با کسب ۵۱ درصد از آرای مردم فرانسه در دور دوم انتخابات، به ریاست جمهوری فرانسه برگزیده شد. او از ۱۹۹۷ تا ۲۰۰۸ دبیر اول حزب سوسیالیست فرانسه بود. وی از ۱۹۹۷ تا کنون نماینده مجلس فرانسه از شهرستان کورز است. فرانسوا اولاند از ۱۵ مه ۲۰۱۲ دوره ریاست جمهوری خود را رسماً آغاز کرد.

## انتخابات ریاست جمهوری ۲۰۱۲
در ۱۶ اکتبر ۲۰۱۱ اعلام شد که فرانسوا اولاند نامزد حزب سوسیالیست در انتخابات ریاست جمهوری خواهد بود. این انتخابات در ۲۲ آوریل ۲۰۱۲ برگزار شد. اولاند با کسب بیش از ۲۸ درصد آراء از نیکولا سارکوزی که ۲۵٫۵ درصد آراء را برده بود پیشی گرفت. این دو در دور دوم انتخابات در روز ۶ مه سال ۲۰۱۲ در برابر یکدیگر قرار گرفتند و اولاند با بیش از ۵۱ درصد آرا به پیروزی رسید
از سال ۱۹۸۸ تاکنون، این اولین بار است که یک کاندیدای سوسیالیست موفق به پیروزی در انتخابات ریاست جمهوری فرانسه می‌شود.
اولاند در سخنرانی خود گفت: «من به خود می‌بالم که قادرم بار دیگر به شما امید بدهم». وی همچنین پس از تشکر از هوادارانش، با اشاره به کسانی که در انتخابات طرفدار وی نبوده‌اند، گفت: «من رئیس‌جمهور همه خواهم بود… تنها یک فرانسه و یک ملت وجود دارد که برای یک سرنوشت مشترک متحد شده‌است». وی ادامه داد: «در فرانسه با همه به مساوات رفتار خواهد شد. هیچ‌یک از فرزندان جمهوری به حاشیه رانده نخواهد شد، ترک نخواهد شد و مورد تبعیض قرار نخواهد گرفت. اولین چیزی که رئیس‌جمهور باید انجام دهد، گرد آوردن و دور هم جمع کردن مردم، برای چالش‌هایی است که پیش رو داریم». وی در عرصه داخلی اولویت خود را دو موضوع عدالت و جوانان دانست و در عرصه بین‌المللی نیز، از در پیش گرفتن روابط متفاوتی با متحدان اروپایی فرانسه سخن گفت.
وی سخنرانی خود را با این جمله به پایان رساند: «امروز غروب، زندگی زیباست».

## ریاست‌جمهوری (۲۰۱۲–۲۰۱۷)
در تاریخ ۸ ماه مه ۲۰۱۲، در حالی که شورای قانون اساسی نتایج انتخابات را هنوز رسماً تأیید نکرده بود، فرانسوا اولاند به دعوت رئیس‌جمهور وقت نیکولا سارکوزی در مراسم بزرگداشت پایان جنگ جهانی دوم شرکت کرد. جابجایی قدرت در روز ۱۵ مه ۲۰۱۲ انجام و فرانسوا اولاند بیست و چهارمین رئیس‌جمهور و هفتمین رئیس جمهوری پنجم فرانسه شد.

## سمت‌ها و مسئولیت‌ها پیش از ریاست جمهوری

### نمایندگی مجلس
- ۲۳ ژوئن ۱۹۸۸ - اول آوریل ۱۹۹۳: نماینده ناحیه یک نمایندگی کورز
- از ۱۲ ژوئن ۱۹۹۷: نماینده ناحیه یک نمایندگی کورز
- ۲۰ ژوئیه ۱۹۹۹–۱۷ دسامبر ۱۹۹۹: نماینده پارلمان اروپا

### سمت سیاسی
- ۱۹۹۵–۱۹۹۷: سخنگو و دبیر ملی حزب سوسیالیست فرانسه
- ۱۹۹۷–۲۰۰۸: عضو شورای مرکزی و دبیر اول حزب سوسیالیست فرانسه

## زندگی خصوصی

اولاند و همخانه اولش سگولن رویال

فرانسوا ژرار نیکولا اولاند پسر کوچک دکتر ژرژ گوستاو اولاند، متخصص گوش و حلق و بینی و نماینده شکست خورده دست راست افراطی در انتخابات شهری روان در سال ۱۹۵۹ و بوآ گیوم در سال ۱۹۶۳ است. مادرش، نیکول فردریک مارگریت تریبر، کاتولیک چپ و مددکار اجتماعی بود که در سال ۲۰۰۹ در شهر کن درگذشت. در سال ۲۰۰۸ نام وی در لیست انتخاباتی حزب سوسیالیست شهر کن بود. در پایان دهه ۷۰ فرانسوا اولاند با سگولن رویال آشنا می‌شود که به مدت بیش از سی سال شریک زندگی اش می‌شود و از او چهار فرزند دارد. آنها ازدواج را بورژوایی دانسته و ازدواج نکرده بودند و حتی محدود به قانون اتحاد مدنی فرانسه (PACS) هم نبودند. در سال ۲۰۰۷ رسماً از یکدیگر جدا شدند.
از سال ۲۰۰۶ والری تریروایلر شریک زندگی فرانسوا اولاند شد. این اولین بار بود که شریک زندگی رئیس‌جمهور فرانسه به هنگام پذیرش مسئولیت، همسر رسمی وی نیست. نشریه فرانسوی کلوزر نوشت که فرانسوا اولاند رئیس‌جمهور با یک از هنرپیشه زن این کشور به نام ژولی گیه رابطه دارد و این نشریه در این زمینه تصاویری نیز در اختیار دارد. پایگاه اینترنتی کلوزر امروز در نسخه ای قابل چاپ در ۷ صفحه موضوع ارتباط رئیس‌جمهور ۵۹ ساله و تصاویر وی با گایه پرداخته‌است. گیه که هم در سینما و هم در تلویزیون فعال است و ۲ فرزند دارد، در سال ۲۰۱۲ در یکی از تبلیغات ریاست جمهوری اولاند حاضر شد و در ماه مارس در پی انتشار شایعاتی دربارهٔ خود و اولاند شکایتی از این نشریه تسلیم مقامات قضایی کرد.